# ウォッチメン (映画)
『ウォッチメン』（Watchmen）は、2009年のアメリカ合衆国のヒーローアクション映画。同名のアメリカン・コミックを実写化したザック・スナイダー監督作品。
2008年に製作され、全米では2009年3月6日に、日本では3月28日に松竹・東急系で公開された。日本では映倫によってR-15指定を受けている。ワーナー・ブラザース、パラマウント・ピクチャーズ共同製作。配給はワーナーが北米、パラマウントが北米以外を担当。
ビジュアル的にも原作に忠実に制作されているが、ラスト付近の展開が異なるものになっている。

## ストーリー
1930年代、アメリカ合衆国の各地に、犯罪者を相手にマスクとコスチュームで身を隠して戦うヒーロー達が出没し始めた。彼らは自らと同じような仮面とコスチュームを身に着けた犯罪者（作中では身元を隠すためと説明されている）と闘っていくうち、いつしか一堂に集結して「ミニッツメン（Minutemen）」という組織を作り、第二次世界大戦など政治や戦争の世界にも大きく関与していくこととなる。しかし時と共に当初のメンバーたちは、戦闘や犯罪者の報復で命を落としたり、精神に異常を来したり、彼ら自身が法を破ったとして逮捕されたり、あるいは初代シルク・スペクターのように引退したりと、様々な事情で姿を消していく。
数十年後、第2世代の「スーパーヒーロー」達（彼らは最低でも常人を遥かに凌ぐ体力を持ち、テレポーテーションなどの超能力を持つ者もいる）がまた一堂に集結し、新たな組織「ウォッチメン（Watchmen）」を結成するが、彼らをアメリカ政府は政治の道具として利用し、ジョン・F・ケネディの暗殺やベトナム戦争、ウォーターゲート事件、アポロ11号月面着陸等の歴史的事件に関与させていった。これによりアメリカは世界に対して一時的には絶対的な覇権を握ることとなったが、世界情勢は混乱の一途を辿っていきつつあった。
ウォッチメンの一員であったDr.マンハッタンとコメディアンの投入により、アメリカはベトナム戦争に勝利する。これによりリチャード・ニクソン大統領は3選を果たし、しかも大統領の任期を無期限に変更してしまう。1980年代までには、大衆の反自警団感情の噴出（多分にコメディアンによるデモ隊への容赦ない弾圧に原因がある）を契機に、ニクソンは覆面着用者の自警行為を禁止するキーン条例を制定し、ウォッチメンは実質的に非合法化されてしまう。政府に活動を認可されたマンハッタン、政府諜報員となったコメディアン、引退を拒絶するロールシャッハのみがヒーローを続ける一方、合衆国とソビエト連邦間の緊張は、冷戦を核攻撃のレベルまで高めていく。
そして1985年10月、コメディアンが何者かに殺害される事件が発生する。その捜査を行ったロールシャッハは、何者かが覆面を被ったヒーロー全ての抹殺を目論んでいるという結論に達する。彼は引退したかつての同僚達、ダニエル・ドライバーグ（ナイトオウルII世）、エイドリアン・ヴェイト（オジマンディアス）、ジョン・オスターマン（Dr.マンハッタン）、その恋人ローリー・ジュピター（シルク・スペクターII世。コミック版での姓はジュスペクツィク）に警告を発し始めたが、ほとんど成果はなかった。
ブレイクの葬儀の後、マンハッタンは公開討論会において、記者からかつての恋人であるジェニーと、彼を現在のような存在に変えてしまったある事故以前からの同僚達（彼とジェニーはかつて同じ研究施設で働く物理学者であった）がガンを発病した原因は彼自身にあるとの非難を受ける。会場に現れた余命半年のジェニーの姿に衝撃を受け、取り乱したマンハッタンは火星に逃避。一方、「歩く核抑止力」たる彼の不在を知ったソビエト連邦はアフガニスタンへの侵攻に乗り出す。
ロールシャッハが唱えた陰謀説は、引退前にオジマンディアスとしての正体を公表したエイドリアンが暗殺を辛うじて回避し（その場に居合わせたリー・アイアコッカは射殺されてしまった）、さらにロールシャッハ自身が殺人の濡れ衣を着せられ逮捕されるに及んで、正当なものである事が明らかになり始めた。
一方、 マンハッタンと破局したローリーは、新たにダニエルと恋に落ちていた。2人は親密になるにつれて現役に復帰する事を決意し、ダニエルはかつてのコスチュームを纏い、万能飛行マシン「アーチー」を復活させる。2人はまず火災現場から逃げ遅れた人々を救助し、さらにロールシャッハを刑務所から脱走させる。しかし、3人でダニエルの隠れ家に戻ったところでマンハッタンが現れ、ローリーをテレポーテーションで火星に連れて行ってしまった。
ローリーは火星で、核戦争を回避するために地球に戻ってほしいとマンハッタンに頼むが、マンハッタンは最早人類に興味を持っていないと語る。そんな中、2人はローリーの潜在記憶の中からコメディアンこそが彼女の父親であったという事実を知った。マンハッタンは人類への興味を再び取り戻し、ローリーと共に地球に帰還する。
陰謀についてさらに捜査を続けていたロールシャッハとダニエルは、エイドリアンこそが全ての黒幕である可能性を見出し、アーチーで彼がいるはずの南極に向かう。その直前、ロールシャッハはそれまでの捜査状況を記録した手記を新聞社に郵送した。一方、マンハッタンの不在は2日に及び、ソビエト連邦による先制核攻撃は時間の問題と判断したヘンリー・キッシンジャーの進言を受けたニクソンはデフコン 2を宣言。もはや核戦争は不可避となった。
南極に到着したロールシャッハとダニエルは、もう一度かつてのオジマンディアスとしてのコスチュームを纏ったエイドリアンと、ピラミッドを模して作られた彼の巨大研究施設の中で対峙する。エイドリアンは自分こそが、コメディアンを殺害し、マンハッタンを火星へ逃避させ（発がん性ガスによってジェニー他の元同僚にがんを発症させた。マンハッタンを指弾した記者もエイドリアンの回し者）、ロールシャッハに濡れ衣を着せた黒幕である事、さらに彼自身への疑いをかわすために、自身らへの暗殺を演出したことを認める。
エイドリアンの目的は、世界にフリーエネルギーを供給するためという名目でマンハッタンに作らせた爆発性エネルギー炉でニューヨークを含む世界の主要都市を破壊し、2大国以上の力を持つ第3勢力の脅威を認識させる事で冷戦を終わらせることだった。ロールシャッハとダニエルは彼を阻止しようと試みるが、エイドリアンは2人が南極に来る35分前に計画を実行していた。爆発エネルギーの特徴はマンハッタンのものと識別され、合衆国とソ連は「共通の敵」と戦うために団結する事となり、核戦争の危機は去った。
ローリーとマンハッタンは壊滅したニューヨークに到着し、エイドリアンの計画を理解する。彼らもエイドリアンと対決するために南極に向かうが、2大国の敵対関係が終結した事実から、この陰謀は大衆に明らかにしないのが最良の選択であるということに、結局は同意せざるを得なかった。しかしロールシャッハだけは妥協する事を拒絶し、真実を公表するために立ち去ろうとする。彼の前に立ちはだかったマンハッタンは躊躇するが、逆にロールシャッハはどうしても妥協できない以上殺す以外に自分を止める方法はないとマンハッタンを促し、マンハッタンはダニエルの眼前でロールシャッハを殺害する。
マンハッタンはローリーと最後のキスを交わし、別の銀河へ旅立った。「これが平和の代償か！」と泣き叫ぶダニエルはエイドリアンを殴り続けるが、彼は無抵抗でそれを受け容れる。
冷戦の終結と人類の統合体の形成のもと、ローリーとダニエルは破壊され再建中のニューヨークに戻り、新しい生活を始めた。その頃、ニューヨークのある新聞社では、若い局員が上司に「クランク・レター（際物の垂れ込み情報などの信憑性の疑わしい手紙。字幕では「読者の手紙」、吹き替えでは「くず記事」）の束の中からでも何か記事になる事を見つけ出せ」と命じられる。その中にはロールシャッハの手記があった。
あれほどの犠牲が結局はロールシャッハの手記により無に帰すのか、あるいは新たな状況がウォッチメンの再結集を促すのか？それは誰にも分からなかった。

## キャスト
キャラクターに関してはウォッチメンの登場人物を参照。
※括弧内は日本語吹替。

### クライムバスターズ
エドワード・ブレイク / コメディアン
演 - ジェフリー・ディーン・モーガン （土師孝也）
ウォルター・コバックス / ロールシャッハ
演 - ジャッキー・アール・ヘイリー（山路和弘）
幼少時のロールシャッハ
演 - イーライ・スナイダー
ジョン・オスターマン / Dr.マンハッタン
演 - ビリー・クラダップ（藤原啓治）
少年時のジョン
演 - ジャレッド・ハードリック
ダニエル・ドライバーグ / ナイトオウルII世
演 - パトリック・ウィルソン（咲野俊介）
ローリー・ジュピター / シルク・スペクターII
演 - マリン・アッカーマン（甲斐田裕子）
幼少時のローリー
演 - ヘンリー・ギエル
エイドリアン・ヴェイト / オジマンディアス
演 - マシュー・グッド（飛田展男）

### ミニッツメン
ホリス・メイソン / 初代ナイトオウル
演 - クリント・カールトン（若年時）、スティーヴン・マクハティ（老年時）（金尾哲夫）
サリー・ジュピター / 初代シルク・スペクター
演 - カーラ・グギノ（高乃麗）
ビル・ブレイディ / ダラー・ビル
演 - ダン・ペイン
ウルスラ・ザンドット / シルエット
演 - アポロニア・ヴァノヴァ
バイロン・ルイス / モスマン
演 - ニオール・マーター
ロルフ・ミューラー / フーデッド・ジャスティス
演 - グレン・エニス
ネルソン・ガードナー / キャプテン・メトロポリス
演 - ダリル・スチーラー

### ヴィラン
エドガー・ジャコビ / モーロック・ザ・ミスティック
演 - マイク・カーペンター（若年時）、マット・フリューワー（老年時）（中西俊彦）
ビック・フィギュア
演 - ダニー・ウッドバーン（後藤哲夫）
キャプテン・アクシス
演 - ダリル・シェーラー
モブスター
演 - ジム・ラルフ
スペースマン
演 - ガーヴィン・クロス

### その他
ジェイニー・スレイター
演 - ローラ・メネル
Dr.マンハッタンの元恋人
ウォーリー・ウィーバー
演 - ロブ・ラベル
Dr.マンハッタンの同僚
ローレンス・シュクナイダー
演 - フランク・カッシーニ（水内清光(本編)/有本欽隆(特典映像)）
初代シルクスペクターの夫
ダグ・ロス
演 - ジョン・ショー
ウォッチメンを追う新聞記者
スティーブ・ファイン
演 - ジェリー・ワッシャーマン（三上哲）
刑事
ジョー・ボークン
演 - ドン・トンプソン（後藤哲夫）
刑事
バーナード
演 - ジェイ・ブラゾー（緒方賢一）
ニューススタンドの店主
バーニィ
演 - ジェシー・リード
コミック『黒の船』を読む少年
ウィリアム・ロング
演 - ウィリアム.S.テイラー（福田信昭）
精神分析医
ジェラルド・グライス
演 - デヴィッド・マッケイ
誘拐殺人犯
ヘクター・ゴッドフリー
演 - L.ハーヴェイ・ゴールド（福田信昭）
新聞社の編集長
シーモア
演 - クリス・ゴーチェ（桜井敏治）
新聞記者
ラリー・カルペパー
演 - テッド・フレンド（不明(本編)/稲葉実(特典映像)）
ジャーナリスト
ジョー
演 - ジョン・B・デストリー
ハッピー・ハリーの店主
ロールシャッハの母
演 - ローリー・ワッツ
Dr.マンハッタンの父親
演 - ダリル・シャトルワース

### 実在の人物
『勝利のキス』の看護婦
演 - リア・ギブソン
シルエットの彼女として登場
リチャード・ニクソン
演 - ロバート・ウィスデン
ヘンリー・キッシンジャー
演 - フランク・ノバック（緒方賢一）
リー・アイアコッカ
演 - ウォルター・アディスン
ジョン・マクラフリン (キャスター)
演 - ゲイリ－・ヒューストン
テッド・コッペル
演 - ロン・フェスラー
ジャネット・ブラック
演 - ステファニー・ベルディング
パット・ブキャナン
演 - ジェムズM・コナー
エレノア・クリフト
演 - メアリー・アン・バーガー
ジョン・F・ケネディ
演 - ブレット・スタイムリー
ジャクリーン・ケネディ
演 - キャリー・ゲンゼル
フィデル・カストロ
演 - ジョン・コヴァイルカ
レオニード・ブレジネフ
演 - マーティン・リース
アンディ・ウォーホル
演 - グレッグ・トラビス
トルーマン・カポーティ
演 - グレッグ・アームストロング・モリス
デヴィッド・ボウイ
演 - J.R.キルグルー
ミック・ジャガー
演 - スティーブン・ストイコビッチ

## キャスティングについて
ウォルター・コバックス / ロールシャッハ
当初1989年に映画化が企画されていた当時はロビン・ウィリアムズに確定していた。その後再企画時、パディ・コンシダインが候補に挙がった。
最終的に確定したヘイリーは他の5人の主演俳優達と違い、原作コミックを読み、また原作ファンの間でもお気に入りの候補になっている事を知ってこの役に関心を持つようになる。ヘイリーはこの役を得るため、14名の友人と共に原作コミックにあるシーンを実際に演じるビデオを制作した。
エドワード・ブレイク / コメディアン
当初、プロデューサーのローレンス・ゴードンとロイド・レヴィンはロン・パールマンとこの役に関して話し合っていた。その以前のギリアムの企画時はゲイリー・ビジーに確定しかけていた。
モーガンは原作コミックを読んだ時、彼が演じるかもしれないコメディアンが3ページめで殺害されたので読むのをやめてしまったという。モーガンはエージェントにこの役をやるつもりはないと告げたが、エージェントは「この役は非常に重要なパートなので、読み続けるように」と勧めた。モーガンはコメディアン役を挑戦しがいのある役だと感じ、「コメディアンは口にできないような酷い事をするが、どういうわけか私達は彼を憎む事ができない。自分の仕事は、観客が最終的にコメディアンを好きになるが、それに関して言い訳する必要を感じないようにする事ではないかと感じる。彼のした事を考えれば、当然コメディアンを憎むべきなのに」と語った。
ジョン・オスターマン / Dr. マンハッタン
当初89年の企画時、会社側はアーノルド・シュワルツネッガーを推していた。その後キアヌ・リーヴスの名前が挙がったが、予算の関係で制作が一時中止になった時に降りてしまう。当初の企画時はマンハッタンは原作と違い普通の人間の様相で企画されていたが、クラダップに決定した後原作と同じ姿に決定した。
クラダップはオスターマンが人間であったシーンに登場するが、Dr.マンハッタンのシーンはCGに置き換えられている。しかし撮影中、クラダップは青色発光ダイオードで覆われた白いスーツを着てDr.マンハッタンを演じた。技術担当者たちはDr.マンハッタンの外見に関して、まるで神のような存在で、体格が非常に良く筋肉質であると考え、フィットネス・モデルのw:Greg Plittをモデルとして使った。そしてクラダップの頭部とGreg Plittの身体を合成した。スナイダーはクラダップの声を電子的に変換しないでDr.マンハッタンの声として使った。
ローリー・ジュピター / シルク・スペクターII
当初89年の企画時、ジェイミー・リー・カーティスがキャスティングされていた。その後ヒラリー・スワンク、ジェシカ・アルバや ナタリー・ポートマンの名前が挙がっていたが、彼女たちはこのシリアスな役を務めるには有名すぎるとスナイダーは考えた。
アッカーマンのラテックスのコスチュームとウィッグ（しょっちゅうラテックスに絡まった）は格闘シーンを撮る際の保護にはあまりならず、撮影中はよく痣を作っていたという。
ダニエル・ドライバーグ / ナイトオウルII世
当初89年の企画時、ケヴィン・コスナーがキャスティングされていた。その後ホアキン・フェニックスも候補に挙がった。本作の企画時、原作のファンでもあるジョン・キューザックがこの役に関心を示していた。
スナイダーは『リトル・チルドレン』を見た後、ウィルソンをキャスティングした。ウィルソンはこの役のために25ポンド増量した。
ウィルソンはドライバーグを、戦地から戻ったものの再び社会に馴染めない兵士になぞらえた。
エイドリアン・ヴェイト / オジマンディアス
オジマンディアス役にはジュード・ロウ、リー・ペイス、トム・クルーズ（スナイダーはクルーズに関して、Dr. マンハッタン役の方がいいだろうと考えていた）などの名前が挙がっていたが、予算の関係で制作が遅れたために実現しなかった。
スナイダーはグッドを「大きく、背が高く、無駄がない」とし、その点が美しくて年齢を感じさせない、アーリア人のスーパーヒーローに合っているとも語った。
ヴェイトはプライベートではドイツ語のアクセントで、公にはアメリカのアクセントで話しているが、グッドによると、ヴェイトの両親はナチに関わった過去があり、彼はそれを恥じて家族の財産を受け継がず、世界中を旅し、独立独歩の人間となったという。これにより、アメリカン・ドリームというテーマとオジマンディアスというキャラクターの二重性が浮き彫りになる。
ドイツ系という設定のため、グッドはオジマンディアスの姓「ヴェイト」を"Vight"（ヴァイト）と発音した。
グッドは自分自身は身体的にオジマンディアス役と合わないのではないかとこのキャスティングに不安を持っていた。スナイダーは断固としてこの考えを退け、グッドを安心させた。スナイダーはグッドに「我々はオジマンディアス役にぴったりの人物を探すのに苦労した。なぜなら、我々はハンサムで美しく、洗練されているという難しい組み合わせを求めていたからだ」と語った。
サリー・ジュピター/ 初代シルク・スペクター
初代シルク・スペクターは1940年代には25歳で、1980年代には67歳になっているという年齢的に幅のある役だったため、37歳のグギノは人工装具を着けて演じた。
グギノは、シルク・スペクターのコスチュームはベティ・ペイジとアルベルト・ヴァルガスを合わせたようなものだと語った。彼女はシルク・スペクターの独特の髪型のためにウィッグを使用した。

## スタッフ
- 監督：ザック・スナイダー
- 製作：ローレンス・ゴードン、ロイド・レヴィン、デボラ・スナイダー
- 脚本：デイヴィッド・ヘイター、アレックス・ツェー
- 製作総指揮：ハーバート・W・ゲインズ、トーマス・タル
- 撮影：ラリー・フォン
- プロダクションデザイナー：アレックス・マクドゥエル
- 編集：ウィリアム・ホイ
- 音楽：タイラー・ベイツ
- 字幕翻訳：松崎広幸
- 吹替翻訳：辺見真起子
- 吹替演出：箕浦良平
- その他日本語吹替出演者
  - (通常版本編)：坂口哲夫、佐藤晴男、外谷勝由、高桑満、鈴森勘司、芦澤孝臣、黒澤剛史、宇乃音亜季、雨谷和砂、橘凛、赤池裕美子、溝邉祐子
  - (アルティメット・カット版 追加録音分)：本橋大輔、橋本雅史、赤坂柾之、奥田寛章、福原綾香、金田愛、和優希
- 日本語版製作：ACクリエイト

## 制作

### 制作開始まで
1986年8月、プロデューサーのローレンス・ゴードンが20世紀FOXのために『ウォッチメン』の映画化権を獲得し、ジョエル・シルバーと共に映画化に向けて動き出した。20世紀FOXは著者のアラン・ムーアに脚本を依頼するが断られたため、脚本家のサム・ハムに依頼した。
1988年9月9日、ハムは第1稿を完成させるが、338ページ・9部からなる原作を128ページに集約するのは非常に困難だと語った。ハムは複雑な原作の結末をより分かりやすく書き直した。
20世紀FOXは1991年に映画化から手を引いたため、ゴードンはLargo International制作、20世紀FOX配給で動き出す。しかしLargoがその3年後に倒産してしまう。
ゴードンとシルヴァーはこのプロジェクトをワーナー・ブラザースに持って行き、テリー・ギリアムがメガホンを取ることになる。
ハムの脚本に不満を抱いたギリアムは、チャールズ・マッケオンに書き直しを依頼する。第2稿ではロールシャッハの日記はボイス・オーバーの形で描かれ、ハムが脚本化の際に除いた部分が戻された。『ウォッチメン』の作画を担当したデイヴ・ギボンズによると、シルヴァーはDr.マンハッタン役にアーノルド・シュワルツェネッガーを希望していたという。
撮影はパインウッド・スタジオで行われる予定だった。しかし、ギリアムとシルヴァーが直前に手がけた『バロン』と『ダイ・ハード2』の予算がオーバーしたため、この映画のために2500万ドルしか用意できなかった。これは必要な予算の4分の1にすぎなかった。結果としてギリアムはこのプロジェクトを諦めた。ギリアムは「このストーリーを2時間から2時間半の映画にしてしまうことは、『ウォッチメン』の基本要素を取り去ってしまう事になると感じた」と語った。
ワーナー・ブラザースが映画化を諦めた時、ゴードンは『ウォッチメン』を自主製作するので、監督に復帰してほしいとギリアムに依頼する。ギリアムはこれを辞退し、「映画よりも5時間のミニ・シリーズにした方がいいのではないか」との見解を示した。
2001年10月、ゴードンとユニバーサル・スタジオは、デヴィッド・ヘイターに脚本を依頼する。ヘイターは2002年の初めには撮影が開始出来ると考えていたが、彼による第1稿は2002年7月に出来上がった。
2003年7月、プロデューサーのロイド・レヴィンはヘイター版の脚本が完成したことを発表、すばらしい出来であると語った。しかし、ヘイターとプロデューサー達は意見の相違からユニヴァーサルを去る事になる。
2003年10月にはRevolution Studiosで制作するかもしれないとゴードンとレヴィンは語った。ゴードンとレヴィンはプラハでの撮影を希望していたが、このプロジェクトも流れてしまう。
2004年7月、パラマウント映画が『ウォッチメン』を制作すると発表、ヘイターの脚本を使い、ダーレン・アロノフスキーを監督に選ぶ。ゴードンとレヴィンは引き続きこのプロジェクトに関わり、アロノフスキーのパートナーであるエリック・ワトソンと共同で動いていた。しかしアロノフスキーは『ファウンテン 永遠につづく愛』の製作のために降り、ポール・グリーングラス監督で2006年夏公開に向けて動き出す。この時、サイモン・ペグがロールシャッハ役をオファーされており、他にダニエル・クレイグやジュード・ロウ、シガニー・ウィーバーもこのプロジェクトに関心を持っていた。グリーングラスはDr.マンハッタン役にホアキン・フェニックスを希望していた。
映画の宣伝のため、パラマウントは掲示板があり、壁紙がダウンロードできるウェブサイトを開設した。テリー・ギリアムはヘイターが書いた脚本を読んで気に入ったが、こんな内容の暗い映画はスタジオが制作しないだろうとグリーングラスに語った。
2005年3月、『ウォッチメン』を含む高予算のプロジェクトの予算がカットされるとの噂が流れる。パラマウントのCEO、ダニエル・デ・ラインはこのプロジェクトを始めるために予算をカットするように促した。ブラッド・グレイがパラマウントのCEOに就任した際、予算のカットを恐れたレヴィンは、予算削減のためにイギリス国外での制作を計画する。しかしこのプロジェクトも流れてしまった。
2005年10月、ゴードンとレヴィンはワーナー・ブラザースと交渉を始める。同年12月にはワーナーが『ウォッチメン』を制作する事になるが、グリーングラスは監督を降りる。加えて、デヴィッド・ヘイター版の脚本は基本的に使われない事になった。

### 制作開始
ワーナー・ブラザースは正式に制作を決めたが、その後に、パラマウント映画はユニヴァーサル映画に対してこの映画に関する開発費を全額払い戻ししていないので、パラマウントはこの映画に関する法的な権利はないと主張した。そのため、この作品はワーナーとパラマウントの共同制作にはならなかった。交渉の末、パラマウント映画がこの映画の25%に対して権利を持ち、北米以外での配給を担当する事に決まった。
『300』を監督したザック・スナイダーに目を留めたワーナーは、スナイダーに『ウォッチメン』を監督しないかと持ちかけた。数週間の考慮の後、2006年6月23日、ワーナーはスナイダーと正式に契約し、脚本はアレックス・ツェーが手がける事になる。
ヘイターの2つの脚本から良い部分を抜き出し、ツェーは原作にある冷戦下というセッティングを脚本に戻した。また、スナイダーはタイトルの部分にモンタージュ・シーケンスを加え、映画の中で描かれるもう一つのアメリカの歴史を観客が理解できるようにした。スナイダーはエンディングに関してはヘイターの原稿を採用した。

### 撮影
スナイダーは2007年6月から9月の間の撮影を望んでいたが、2007年9月17日まで延期となった。
また、スナイダーはこの作品に対して1億5000万ドルの予算を希望していたが、ワーナーは1億ドル以下を希望していた。
結局、この映画の制作費はおよそ1億2000万ドルとなった。制作はニューヨークのセットが組まれたバンクーバーで行われた。火星や南極大陸でのシーンはブルーバックの前で行われた。ソニー・ピクチャーズ・イメージワークスとインテリジェント・クリーチャーズが視覚効果を手がけた。
コミックブック・アーティストの アダム・ヒューズとw:John Cassadayがキャラクター制作やコスチュームデザインのために雇われた。
コスチューム・テストは2007年3月に行われた。キャラクターの外見は原作コミックに忠実だが、スナイダーはナイトオウルに関してはもっと怖そうな、オジマンディアスに関しては古代エジプト風の装いを凝らした姿にしたがった。最終的に、ナイトオウルとシルク・スペクターの外見は原作コミックとは違う部分が多くなった。コスチューム・デザイナーのマイケル・ウィルキンソンは、コスチュームを現実的なもの、また保護となるものとしてデザインし、またナイトオウルの衣装はダンの空気力学に関する知識を反映するものとして制作した。ナイトオウルのコスチュームにある鎖かたびらは鳥の羽に似せて作られている。Snyder also wanted the costumes to "comment directly on many of today’s modern masked vigilantes":
筋肉が浮き上がって見えるようなオジマンディアスのコスチュームは、『バットマン フォーエヴァー』や『バットマン&ロビン』のパロディである。
撮影中、スナイダーはキャラクター達の背景に触れるような台詞を追加していった。
プロダクション・デザイナーのアレック・マクドウェルは、ニクソンの作戦指令室を映画『博士の異常な愛情 または私は如何にして心配するのを止めて水爆を愛するようになったか』に出てくる作戦指令室のように制作した。彼はまた、研究所の中にあるDr.マンハッタンの部屋をw:Maison Jansenの作品のように仕上げ、彼がアメリカで最も重要な人物であるかのような雰囲気を醸し出した。この部屋はさらにデヴィッド・ボウイ主演の『地球に落ちて来た男』に登場する部屋とも似ている。
セット・デザイナーはネットで見つけたカンサスの彫刻家たちの作品をDr.マンハッタンのアパートに設置した。撮影は2008年2月19日に終わった。

## 実在する人物たちの登場
作中米ソ冷戦時を背景にすると同時に、実在の人物を所々に登場させ物語の中に織り込ませており、ニクソンをはじめ数多くのキャストに関してリアリティを持たせるため、本人達にそっくりな役者達に特殊メイクやCG処理を施している。またアルバート・アインシュタイン、アドルフ・ヒットラー、ジョン・レノンらも登場するシーンが撮影されたものの、最終的に本編からカットされた。

## ムーアとギボンズ
20世紀FOXが『ウォッチメン』の映画化権を獲得した時、作者であるアラン・ムーアは当初は映画化に関して胸を躍らせていた。
1987年のComics Interviewの中でムーアは、脚本を手がけるサム・ハムがノーザンプトンにあるムーアの家を訪れたことを認め、ハムであれば原作に忠実に脚色するのではないかと語った。最終的にハムの脚本では結末が変更され、エイドリアン・ヴェイツは死に、Dr.マンハッタンは時空を変え、それによってジョン・オスターマンが放射線の影響を受けないようにした。その結果、残りのキャラクター達はタイム・トラベルの結果生み出された世界にテレポートされるというものであった。
ワーナー・ブラザースが映画化権を持っていた頃、ムーアはヴァラエティ誌のインタビューに答え、映画化に関して以前の見解を変え、断固反対の立場をとると語った。ムーアは他とは違い、『ウォッチメン』は映画的ではないと感じていた。監督を手がけたがっていたテリー・ギリアムがムーアに接触した際、ムーアは「映画化できる作品ではないと思う」と語った。

## 劇中で使用された楽曲
- 「廃墟の街」- マイ・ケミカル・ロマンス
- 「アンフォゲッタブル」- ナット・キング・コール
- 「時代は変わる」- ボブ・ディラン
- 「ロックバルーンは99」- ネーナ
- 「サウンド・オブ・サイレンス」- サイモン&ガーファンクル
- 「ミー・アンド・ボビー・マギー」- ジャニス・ジョプリン
- 「ブギー・マン」- KC&ザ・サンシャイン・バンド
- 「ユアー・マイ・スリル」- ビリー・ホリデイ
- 「プルート・イゴエ&プロフェシーズ」- フィリップ・グラス
- 「ハレルヤ」- レナード・コーエン
- 「見張塔からずっと」- ジミ・ヘンドリックス・エクスペリエンス
- 「ワルキューレの騎行」- ワーグナー（演奏はブダペスト・シンフォニー・オーケストラ）
- 「パイレート・ジェニー」- ニーナ・シモン
- 「ファースト・ウィ・テイク・マンハッタン」- レナード・コーエン

## ソフト化
本国アメリカでは24分の未公開シーンを追加したディレクターズ・カット版、及びディレクターズ・カット版に『「黒の船」〜海賊船ブラック・フレイターの物語』を挿入したアルティメット・カット版が発売されている。日本ではNBCユニバーサル・エンターテイメントジャパンよりブルーレイ、DVDが発売。
- ウォッチメン スペシャル・コレクターズ・エディション（2枚組、2009年9月11日にBlu-ray / DVDでリリース）
  - ディスク1：本編ディスク
    - 映像特典
      - 『トランスフォーマー/リベンジ』劇場予告編
      - 『スター・トレック』劇場予告編

  - ディスク2：特典ディスク
    - 空想世界のテクノロジー（DVD版では本編DVDに収録）
    - コミックを変えたコミック
    - 現実世界のスーパー・ヒーロー
    - ビデオ・ジャーナル
      - ミニッツメン
      - セットにかける情熱
      - スーパー・ヒーローの衣装
      - ナイトオウルのアーチー
      - デイブ・ギボンズ
      - 燃える男たち
      - ザック・スナイダーの映像美
      - 青き超人
      - 細部へのこだわり
      - 2人のスーパー・ヒロイン
      - ロールシャッハのマスク

    - NBSニュース
    - マイ・ケミカル・ロマンス「廃墟の街」ミュージックビデオ
- ウォッチメン DVDコレクターズBOX（3枚組、2009年9月11日発売）
  - ディスク1：本編DVD（スペシャル・コレクターズ・エディションと同様）
  - ディスク2：特典DVD1（スペシャル・コレクターズ・エディションと同様）
  - ディスク3：特典DVD2「Tales of the Black Freighter」
    - 「黒の船」〜海賊船ブラック・フレイターの物語
      - 船長（声：ジェラルド・バトラー）：広瀬彰勇
      - リドリー（声：ジャレッド・ハリス）：稲葉実
        - その他日本語吹替出演者：鍋井まき子、中村浩太郎、勝田晶子、千々和竜策、榎本温子、松田健一郎
        - 吹替翻訳：森沢麻里、演出：杉本理子、制作：ACクリエイト

    - 「カルペパー・ミニット」ナイトオウル自伝「仮面の下で」を語る
      - ホリス・メイソン / 初代ナイトオウル：クリント・カールトン（金尾哲夫）
      - ラリー・カルペパー：テッド・フレンド（稲葉実）
      - ローレンス・シュクナイダー：フランク・カッシーニ（有本欽隆）

    - 「ウォッチメン」の中の2つの物語
    - モーションコミック「ウォッチメン」第1章
    - 『ウォッチメン』劇場予告編

  - 特製アウターケース付き
- ウォッチメン BDコレクターズ・バージョン（3枚組、2009年9月21日発売）
  - ディスク1：本編Blu-ray（スペシャル・コレクターズ・エディションと同様）
  - ディスク2：特典Blu-ray（スペシャル・コレクターズ・エディションと同様）
  - ディスク3：特典DVD（DVDコレクターズBOXと同内容）
- ウォッチメン スペシャル・エディション（DVD1枚組、2010年8月20日発売）
  - 映像特典：DVDスペシャル・コレクターズ・エディション：ディスク1と同様
- ウォッチメン Blu-ray廉価版（1枚組、2010年9月16日発売）
- ウォッチメン アルティメット・カット版（Blu-ray1枚組、2019年12月25日発売）
- ウォッチメン アルティメット・カット版 4K Ultra HD+ブルーレイ（2枚組、2019年12月25日発売）
- 【Amazon.co.jp限定】ウォッチメン アルティメット・カット版 4K Ultra HD+ブルーレイ（特典ディスク付き3枚組）Titans of Cult スチールブック仕様（3枚組、2022年7月6日発売）
  - ディスク1：アルティメット・カット版本編4K ULTRA HD Blu-ray
  - ディスク2：アルティメット・カット版本編Blu-ray
  - ディスク3：特典Blu-ray（BDコレクターズ・バージョンと同様）
  - 封入特典
    - Dr.マンハッタン・ピンバッジ
    - ロールシャッハカード

  - スチールブック仕様＆全アイテムを収納できる特製ケース付き